# Марк Антоний Антилл
Марк Антоний Антилл (лат. Marcus Antonius Antyllus; 46 год до н. э., Рим, Римская республика — 30 год до н. э., Александрия, Египет) — римский аристократ, старший сын триумвира Марка Антония и Фульвии. Был казнён Октавианом во время гражданской войны.

## Происхождение
Антилл принадлежал к старинному плебейскому роду Антониев, который согласно источникам времён Поздней республики возводил свою родословную к Антону, одному из сыновей Геракла. Прадед Антилла был выдающимся оратором и первым консулом в роду; дед достиг только претуры, а отец сделал выдающуюся карьеру в окружении Гая Юлия Цезаря и стал одним из фактических правителей Римской республики.
Марк Антоний родился от третьего брака своего отца — с Фульвией, представительницей знатного плебейского рода, бывшей до этого женой Публия Клодия и Гая Скрибония Куриона. У него были старшие братья и сёстры — единоутробные (Публий Клавдий Пульхр, Клодия Пульхра, Гай Скрибоний Курион) и единокровные (Антония). Единственным братом Антилла и по отцу, и по матери стал родившийся позже Юл Антоний.

## Биография
Предположительно первое упоминание Антилла в источниках относится к марту 44 года до н. э.: сразу после убийства Гая Юлия Цезаря Марк Антоний-старший на некоторое время передал одного из своих сыновей заговорщикам в качестве заложника. Известно, что во время Мутинской войны (43—42 годы до н. э.) Антилл был с матерью в Риме; отправляясь на Филиппийскую войну (42 год до н. э.), отец взял его с собой.
Фульвия умерла в 40 году до н. э. в изгнании в Сикионе. После этого Антилл и Юл перешли под опеку четвёртой жены Антония Октавии и несколько лет жили с ней в Афинах. В это время родились ещё две единокровных сестры Антилла — Антония Старшая и Антония Младшая. В возрасте десяти лет (в 36 году до н. э.) Антилл был помолвлен с дочерью Октавиана и племянницей своей мачехи Юлией: этот брак должен был скрепить союз между триумвирами.
С 36 года до н. э. Антилл сопровождал своего отца в его военных походах и поездках в Египет, к Клеопатре. Человек по имени Филот, принадлежавший к александрийскому окружению Антилла, много рассказывал о его весёлой и расточительной жизни деду Плутарха Ламприю.
После открытого разрыва между бывшими триумвирами (32 год до н. э.) была автоматически разорвана и помолвка Антилла с Юлией. Вернувшись в Александрию после поражения при Акции, Марк Антоний, чтобы воодушевить жителей города для продолжения борьбы, представил им Антилла и Цезариона (сына Клеопатры от Цезаря). Антилл был торжественно облачён в toga virilis в знак его совершеннолетия, и, по словам Плутарха, «по этому случаю вся Александрия много дней подряд пьянствовала, гуляла, веселилась».
В 30 году до н. э. Октавиан вторгся в Египет. Антоний отправил к нему старшего сына для мирных переговоров, но Октавиан отпустил Антилла без какого-либо ответа. Тогда Марк Антоний и Клеопатра покончили с собой, а Антилла, «после долгих и тщетных молений искавшего спасения у статуи божественного Юлия», Октавиан приказал оттащить от статуи и убить. Плутарх сообщает, что юношу выдал его дядька Феодор, который после того, как солдаты отрубили Антиллу голову, снял с шеи убитого драгоценный камень и был за это распят. Таким образом, Антилл стал единственным из детей Антония, казнённым в результате войны.
Портрет Марка Антония Антилла сохранился на двух монетах, 39 и 35 годов до н. э., где он изображён вместе с отцом.